# Brennender Ritterling
Der Brennende Ritterling (Tricholoma virgatum), kurz für Brennendscharfer Ritterling, ist eine Pilzart aus der Familie der Ritterlingsverwandten (Tricholomataceae).

## Merkmale

### Makroskopische Merkmale
Der Hut misst 3–5(–8) cm im Durchmesser, ist jung spitzkegelig bis glockenartig geformt und später ausgebreitet mit einem deutlichen Buckel in der Mitte und manchmal eingerissen. Der scharfe Hutrand ist heruntergebogen. Die Oberfläche ist trocken und seidig, bei Trockenheit glänzend und meist asch- bis metallisch grau, seltener heller bis beige gefärbt, von dunkleren (schwärzlichen), radialen Fasern durchzogen und teils mit leichten Violett-Aspekten.
Die Lamellen sind grau-weißlich, dicht und untermischt stehend, haben gekerbte Schneiden und sind ausgebuchtet am Stiel angewachsen. Das Sporenpulver erscheint weiß. Der Stiel ist 5–8(–12) cm hoch, 1–1,8 cm stark und weitgehend zylindrisch geformt und faserig beschaffen. Er ist oberflächlich weißlich bis aschgrau und kahl oder schwach weißlich faserig. Das Fleisch ist weißlich und brüchig. Es schmeckt brennend scharf, bitter und riecht undeutlich erdig-rettichartig, aber nicht mehlartig.

### Mikroskopische Merkmale
Die Sporen sind 6–8,5 × 4,5–6,5 Mikrometer groß.

## Artabgrenzung
Ähnliche Arten sind der Tiger-Ritterling (Tricholoma pardinum), der Gemeine Erd-Ritterling (Tricholoma terreum), die nah verwandten Bitterer Buchen-Ritterling (Tricholoma bresadolanum) und Schärflicher Ritterling (Tricholoma sciodes) sowie weitere grau- bis schwarzhütige und ebenfalls essbare Ritterlinge. Der Tiger-Ritterling hat einen mehr oder weniger unangenehmen Mehlgeruch. Der Bittere Buchen-Ritterling wächst normalerweise mit Rotbuchen auf kalkhaltigem Boden.

## Ökologie, Phänologie und Verbreitung
Er lebt in Nadelwäldern, selten auch in Laubwäldern, bevorzugt auf saurem Boden und fruktifiziert zwischen August und Oktober. Er ist in Europa und (Nord-)Amerika verbreitet.

## Systematik und Taxonomie
Das Art-Epitheton „virgatum“ bedeutet „gestreift“.
Der Schärfliche Ritterling (Tricholoma sciodes) wurde früher als Varietät des Brennenden Ritterlings angesehen.

## Toxikologie
Der Pilz ist giftig. Die Vergiftung äußert sich in Übelkeit, Erbrechen und Magen-Darm-Erkrankung.
Er enthält (zum Teil in ihm neu entdeckte) Indolalkaloide (2,4-Dimethylindol, 4-(Hydroxymethyl)-2-methylindole, 4-(Methoxymethyl)-2-methylindol). Er produziert wohl Ausdünstungen, die Fliegen betäuben können.